# Die Männer um Lucie
Pour plus de détails, voir Fiche technique et Distribution.
Die Männer um Lucie est un film américano-allemand réalisé par Alexander Korda, sorti en 1931.

## Synopsis
En 1930 à Paris, un compositeur et une danseuse forment un couple infernal, se disputant constamment avant de se réconcilier.

## Fiche technique
- Titre : Die Männer um Lucie
- Réalisation : Alexander Korda
- Scénario : Douglas Z. Doty, Harry d'Abbadie d'Arrast et Benno Vigny
- Photographie : Harry Stradling Sr.
- Montage : Harold Young
- Société de production : Paramount Pictures
- Pays de production : États-Unis - Allemagne  République de Weimar
- Format : Noir et blanc - Mono
- Genre : drame
- Durée : 75 minutes
- Date de sortie : 1931

## Distribution
- Liane Haid : Lucie
- Walter Rilla : Robert
- Oskar Karlweis : Karl
- Trude Hesterberg : Lola
- Lien Deyers : Daisy
- Ernst Stahl-Nachbaur : Prunier
- Károly Huszár : Wirt
- Jaro Fürth (en) : Bettler
- Eugen Jensen (en) : Oberkellner